# 陰平郡
陰平郡（いんぺい-ぐん）は、中国にかつて存在した郡。三国時代から唐代にかけて、現在の甘粛省隴南市一帯に設置された。

## 概要
後漢の広漢属国を前身とした。広漢属国は益州に属し、陰平道・甸氐道・剛氐道の3城を管轄した。
『晋書』地理志によると224年（建興2年）、蜀漢により広漢属国を改めて陰平郡が立てられたとするが、『晋書』より300年ほど前に編纂された『華陽国志』によると後漢の永平年間の後、羌族が数度、反乱を起こし、郡が置かれることになったとされる。また後漢の安帝年間に張翕が陰平太守に任命されたとある。
魏が蜀漢を平定して梁州が置かれると、陰平郡は梁州に転属した。
269年（泰始5年）、秦州が立てられると、陰平郡は秦州に転属した。西晋のとき、陰平郡は陰平・平武の2県を管轄した。
永嘉末年、陰平郡太守の王鑑が粗暴だったため、郡民の毛深や左騰らによって追放され、陰平郡は李雄に降った。陰平郡は陰平・甸氐・武平・剛氐の4県を管轄した。
南朝宋のとき、北陰平郡と南陰平郡が立てられた。永初年間、北陰平郡は陰平・綿竹・平武・資中・冑旨の5県を管轄した。464年（大明8年）、北陰平郡は梁州に属し、陰平・平武の2県を管轄した。永初年間、南陰平郡は陰平県のみを管轄した。464年、南陰平郡は梁州に属し、陰平・懐旧の2県を管轄した。また北陰平郡は益州に属して陰平・南陽・桓陵・順陽の4県を管轄し、南陰平郡は益州に属して陰平・綿竹の2県を管轄したともいう。
南朝斉のとき、北陰平郡は梁州に属し、陰平・平武の2県を管轄した。南陰平郡は梁州に属し、陰平・懐旧の2県を管轄した。また北陰平郡は益州に属して陰平・南陽・北桓陵・扶風・慎陽・京兆・綏帰の7県を管轄し、南陰平郡は益州に属して陰平・綿竹・南鄭・南長楽の4県を管轄したともいう。
西魏のとき、尉遅迥の南征により蜀が占領されると、北陰平郡は竜州に転属した。ほどなく北陰平郡は竜安郡と改められた。
北周のとき、竜安郡は静竜郡と改められた。南陰平郡は南陰平県に降格された。
583年（開皇3年）、隋が郡制を廃すると、静竜郡は廃止されて、始州に編入された。607年（大業3年）に州が廃止されて郡が置かれると、始州が普安郡と改称された。普安郡は普安・永帰・黄安・陰平・梓潼・武連・臨津の7県を管轄した。618年（義寧2年）、武都郡曲水県に陰平郡が置かれた。
武徳年間、唐により陰平郡は文州と改められた。742年（天宝元年）、文州は陰平郡と改称された。758年（乾元元年）、陰平郡は文州と改称され、陰平郡の呼称は姿を消した。